# Oberes Schloss Neuhausen

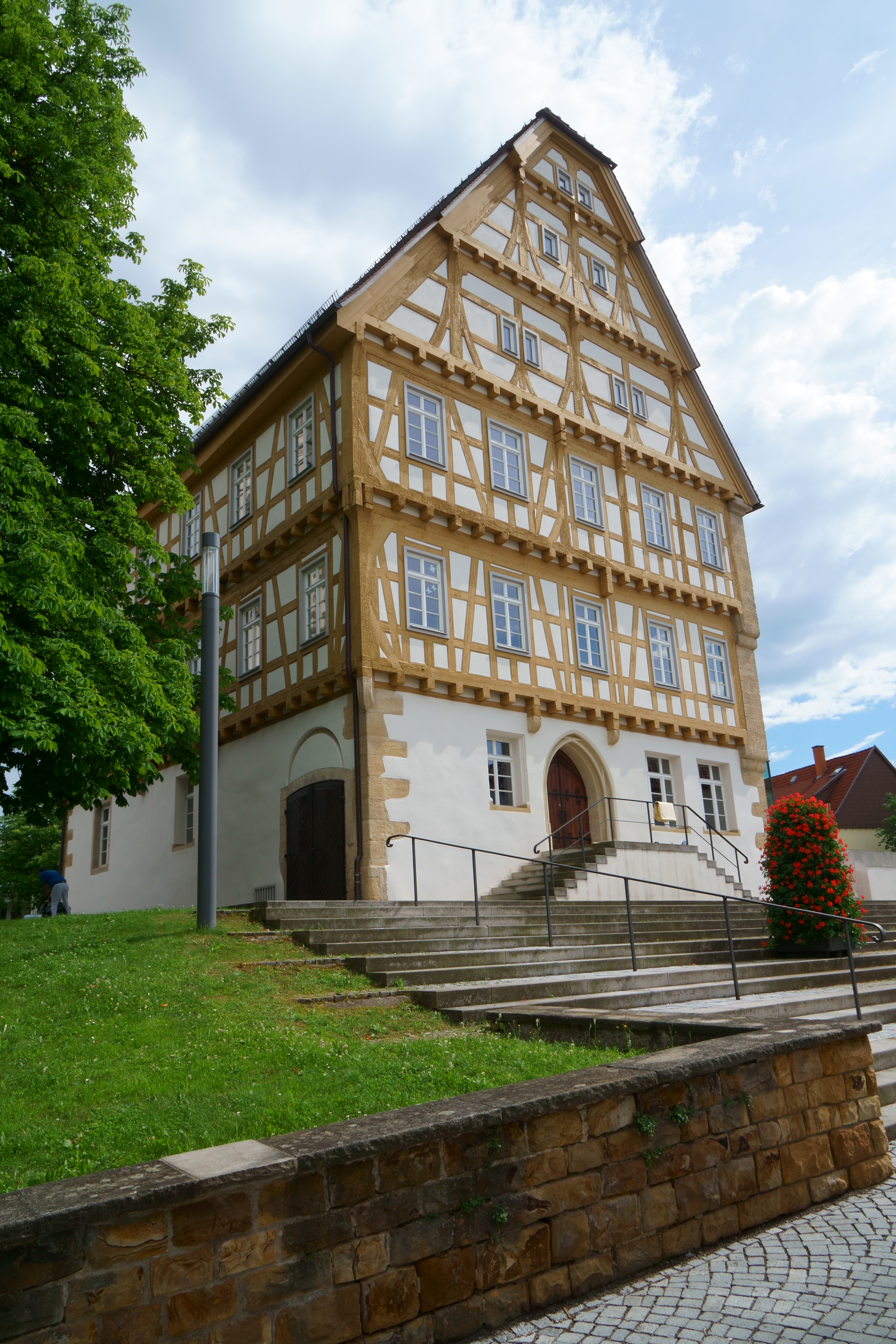
Oberes Schloss Neuhausen

Das Obere Schloss Neuhausen ist ein kleines Landadel-Schlösschen in der Gemeinde Neuhausen auf den Fildern im baden-württembergischen Landkreis Esslingen. Der gut erhaltene Adelssitz wurde in der Vergangenheit auch als Schule und Rathaus genutzt. Aktuell dient es als öffentliche Bibliothek.

## Lage
Das Schlösschen steht in der historischen Ortsmitte von Neuhausen, direkt neben der katholischen Pfarrkirche St. Peter und Paul. Nur etwa 100 Meter nordwestlich befindet sich das Untere Schloss Neuhausen, das als Rathaus dient.

## Geschichte
Das Obere Schloss wurde 1518 erstmals erwähnt und ist ein stattliches Fachwerkhaus mit gotischen Elementen. Es wurde von den Herren von Neuhausen errichtet, deren Amtmänner in dem Schloss wohnten. 

Das Adelsgeschlecht wurde mit Berthold von Neuhausen (Bertoldus de Niwenhusin) erstmals 1153 als Dienstmannen der Staufer (ministeriales) erwähnt. Die Herren von Neuhausen waren ein in der Region Stuttgart begütertes Geschlecht. Sie schlossen sich nicht der Reformation an und suchten stattdessen ein enges Bündnis mit den Habsburgern, unter deren Oberhoheit sie seit dem 14. Jahrhundert standen. Neuhausen war in den Ritterkanton Neckar-Schwarzwald immatrikuliert. 1655 fiel durch eine Heirat die Hälfte des Dorfs an die Herren von Rotenhan. 1754 starb mit Freiherr Joseph Athanasius von Neuhausen der letzte Angehörige der Familie. Er war mit einer Bürgerlichen verheiratet und hatte mehrere unehelich geborene Söhne, die in württembergischen Regimentern dienten. Sie verzichteten 1754 zugunsten derer von Rotenhan auf alle Ansprüche und erhielten eine finanzielle Entschädigung. Die Rotenhan verkauften ihre schwäbischen Besitzungen 1769 an das Bistum Speyer, dessen rechtsrheinische Gebiete 1803 an Baden fielen. 1806 trat Baden das Dorf Neuhausen an Württemberg ab. 1821 kaufte die bürgerliche Gemeinde das Schlösschen und wandelte es in ein Rat- und Schulhaus um. Die westliche Seite wurde in neuerer Zeit durch moderne Anbauten (Treppenhaus) stark verändert.

Bilder
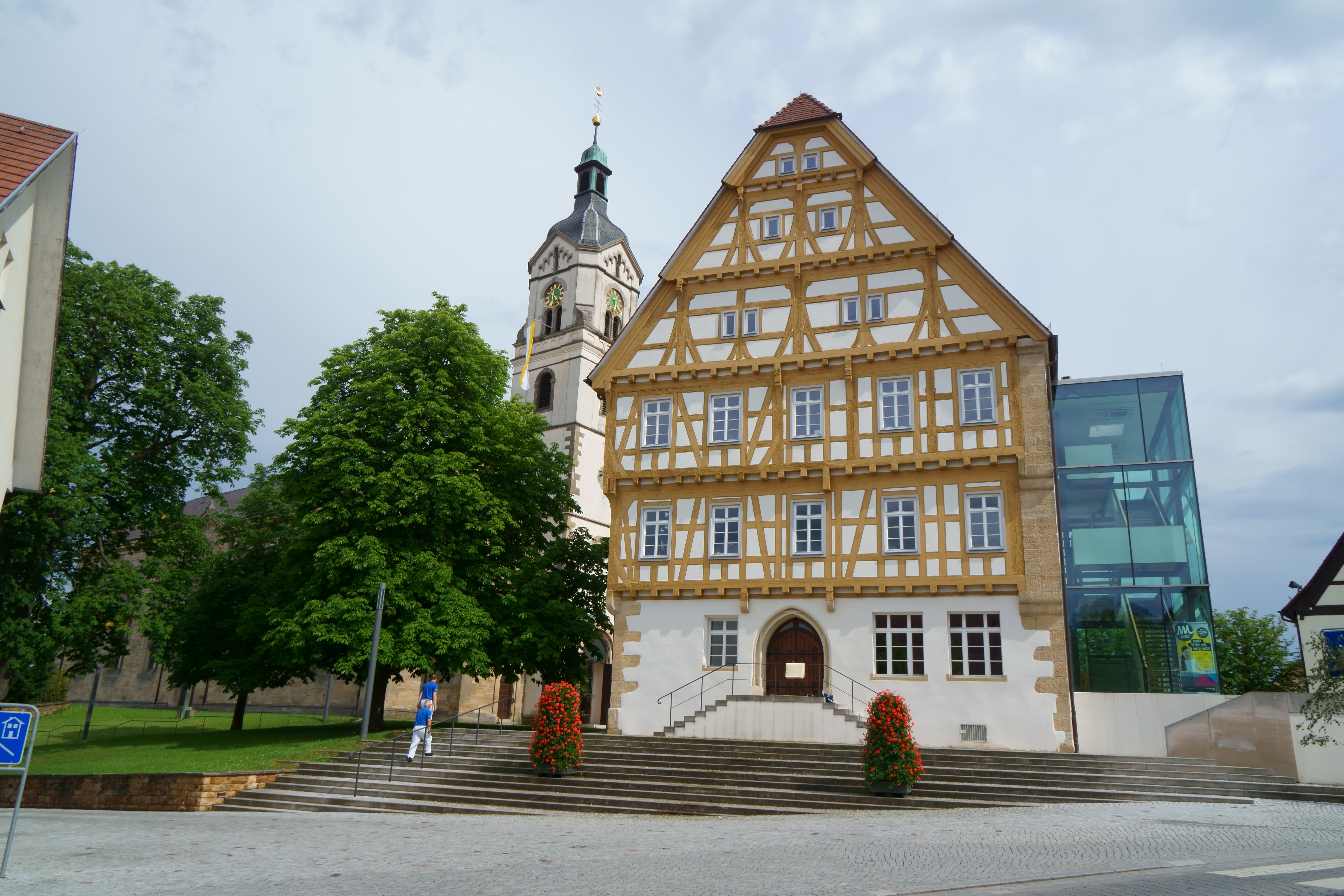
Ansicht von Norden
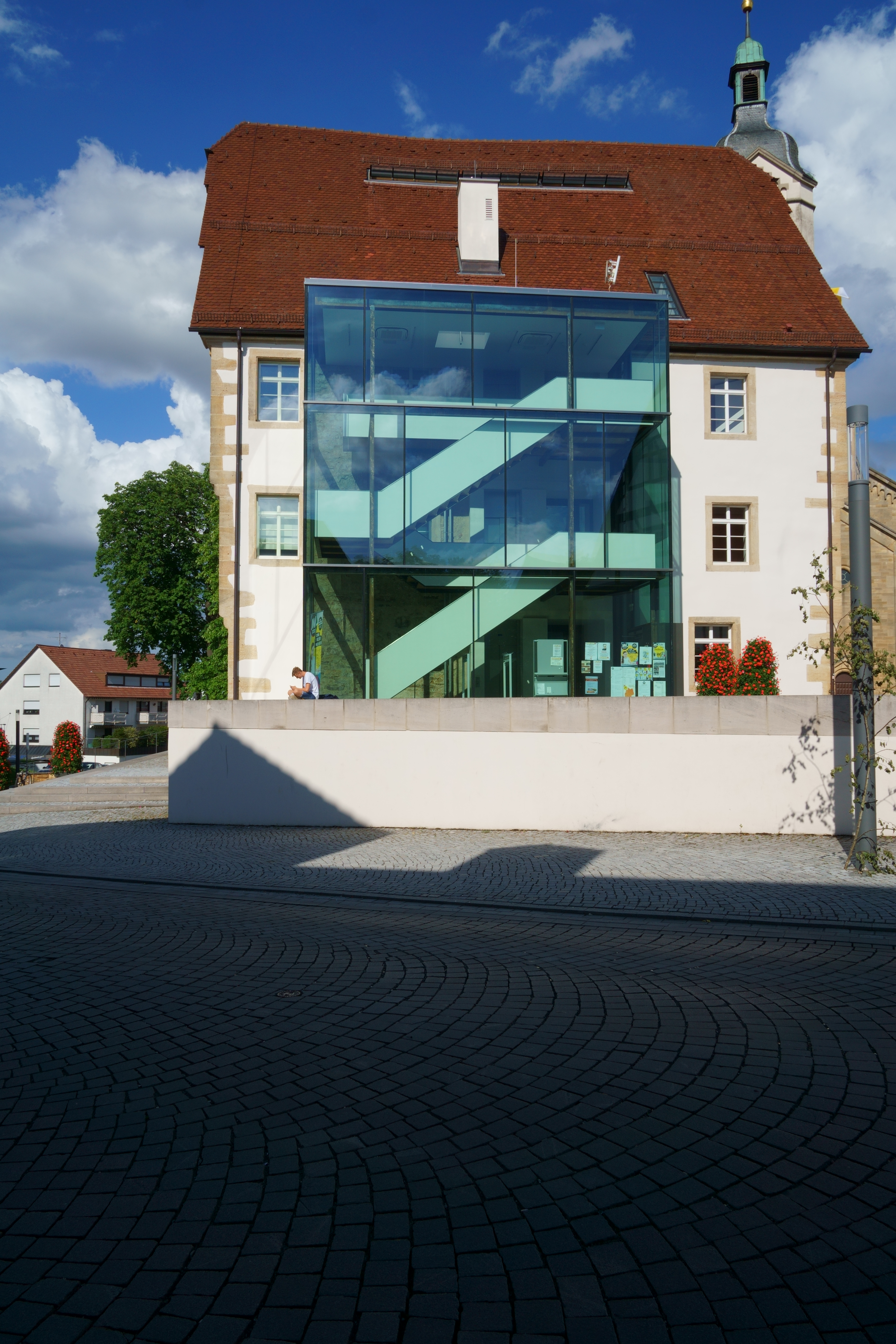
Ansicht von Westen
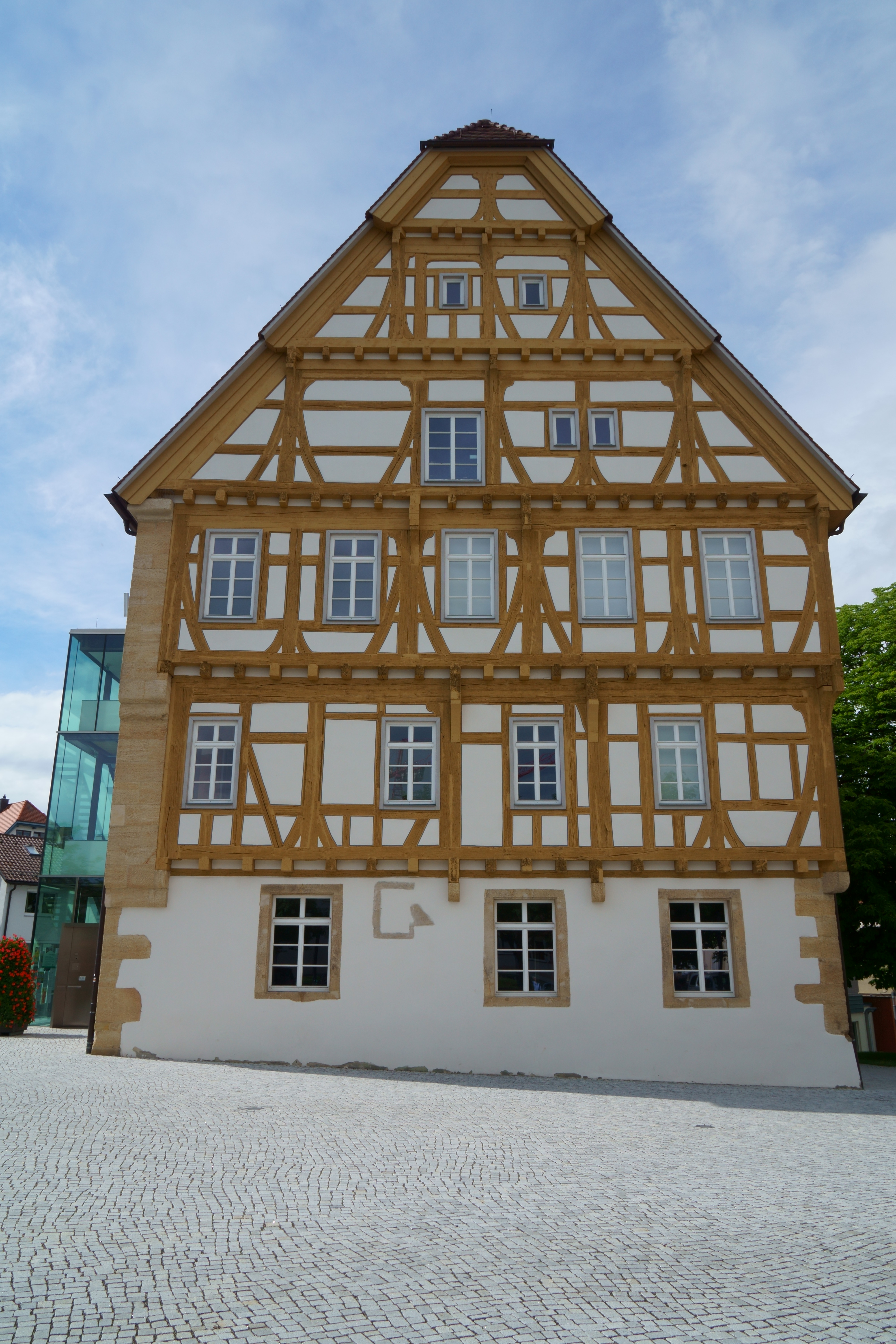
Ansicht von Süden
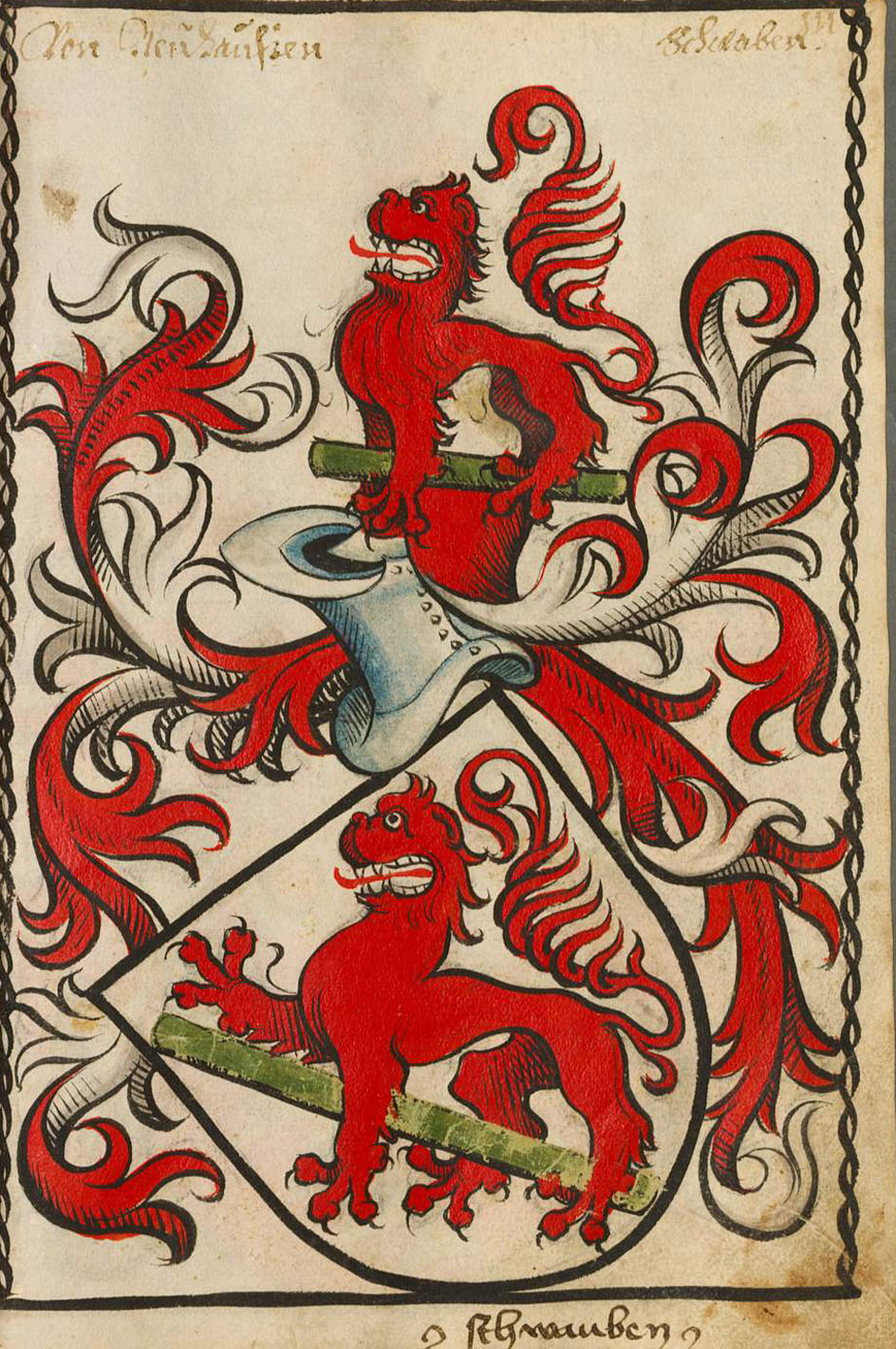
Wappen derer von Neuhausen
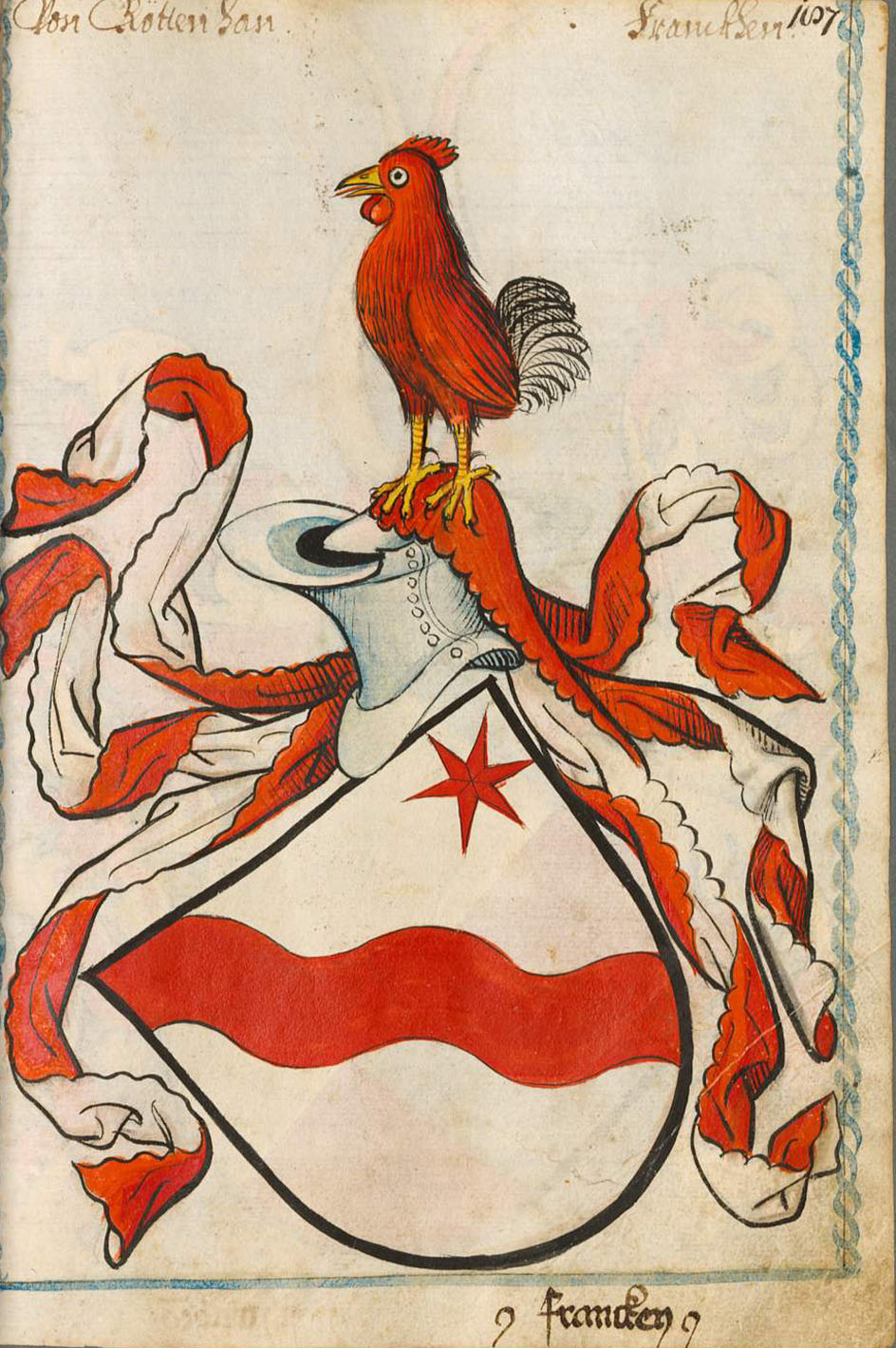
Wappen derer von Rotenhan